# Севернокорейски ракетни изпитания (2006)
Севернокорейски ракетни изпитания се провеждат на 5 юли 2006 г. Съобщава се за изстрелването на най-малко седем отделни ракети. Те включват балистична ракета с дълъг обсег Тепходон-2 и Скъд с малък обсег.
Тепходон-2 е оценена от американските разузнавателни агенции като имаща потенциал да достигне Аляска, ракетата достига на разстояние от около 250 мили от Северна Калифорния.
Северна Корея прави първото си публично признание за тестовете на 6 юли, чрез външното си министерство, описвайки ги като „успешни“ и част от „редовните военни учения за укрепване на самозащитата“, настоявайки, че имат законно право да го направят. Страната предупреждава за „по-силни физически действия“, ако бъдат поставени под натиск от страна на международната общност. На 8 юли CNN съобщава, че САЩ разполагат на „USS Mustin“, направлявана ракета разрушител за японското пристанище Йокосука, където има щаб на американския седми флот. Говорител заявява, че разполагането не е свързано с ракетните изпитания, и е предварително планирано.

## Тестове
Ракетите са изстреляни от площадката Мусудан-ри, като всички от ракети се приземяват в Японско море, на 500-600 километра западно от северния японски остров Хокайдо в международни води, на около 100 километра южно от руските градове Владивосток и Находка. Също така е съобщено, че две ракети се приземяват в руски териториални води. Само Тепходон-2 са изстреляни от Мусудан-ри. Скъд и Нодонгс бяха стартират от Гитдаерюнг, Анбюн и Кануън.
Държавният департамент на САЩ заявява, че Тепходон-2 се разпада във въздуха след около 42 секунди от старта, и вероятно продължило 2 минути общо. Първата ракета е изстреляна в сряда, 5 юли в 03:33 KST, а следващите две в 04:04 и 05:01 часа местно време, съответно. Първите стартове са минути преди успешното стартиране на Дискавъри във Флорида (4 юли, 14:37 EDT). Някои спекулират, че тестовете за среден обсег на ракети са използвани като примамки, за да отклонят вниманието от ракетата Тепходон-2. Обхватът на ракетата често се оценява на 6000 km, способна да достигне до Аляска. Въпреки това, анализаторите в Южна Корея често поставят границите на не повече от 2400 мили (или по-малко от 4000 km), които доколкото интересите на САЩ са засегнати, означава, че ракетата може да достигне Гуам или евентуално слабо населеният западен край на Алеутските острови.
Фондовите пазари на Източна Азия са разтърсени от тестовете, а инвеститори изразяват опасения, че това може да доведе до бъдещ конфликт в югоизточна и източна Азия. Цените на суровия петрол също се увеличават.
Много експерти смятат, че времето на тестовете в ранните часове на 5 юли в Корея, но по пладне на 4 юли в САЩ, когато Дискавъри е изстрелян е умишлено, за да се отнеме вниманието от страна на Съединените щати, отнасящо се до ядрените възможности на Северна Корея.

## Реакции

### Южна Корея
Министърът на обединението Лий Джонг-Сьок свиква спешна среща, за да определи целта на стартирането на ракета, която се очаква да подтикне САЩ и техните съюзници да предприемат наказателни действия, като например по-тежки икономически санкции срещу Северна Корея, заявяват представители на министерството. Въпреки това, на 17 юли 2006 г. става ясно, че освен ако не се провеждат допълнителни тестове, правителството не планира никакви мерки, освен санкциите, приети от Обединените нации. Малки групи от граждани на Южна Корея палят севернокорейски знамена и портрети на севернокорейския лидер Ким Чен Ир.

### САЩ
Президентът Буш се запознава с дейността около 17:40 ч. (21:40 UTC). Той говори в Овалния кабинет за тестовете на 5 юли 2006 г. и заявява, че тестовете само „изолират Корея“. Буш заявява, че Америка ще продължи да насърчава шестстранните преговори, а не преговори само със Северна Корея.
Съветника по националната сигурност Стивън Хадли описва тестовете като „провокативно поведение“. Джордж Буш се среща със Стивън Хадли, министъра на отбраната Доналд Ръмсфелд и държавният секретар Кондолиза Райс, когато тестовете се провеждат. Кондолиза Райс разговаря по телефона с четирима от своите колеги от страните в шестстранните преговори. По-късно тя се среща със съветника по националната сигурност на Южна Корея, за да обсъдят старта.

### Русия
Според говорителя на външното министерство на Русия, Михаил Каминин, тестовете са „акт на провокация“, която ще затрудни преговорите и допълнително „ще усложни ситуацията около севернокорейската ядрена програма“.
Въпреки това, президентът Владимир Путин е цитиран да казва, че докато той е разочарован от изпитанията, севернокорейците са в законното си право да извършват такива тестове.

### Китай
На 5 юли 2006 г. Министерството на външните работи на Китай изразява загриженост от изпитванията на севернокорейските ракети. Говорителят на външното министерство Лю Джянчао повтаря призивите за спокойствие и сдържаност от „всички участващи страни“. Той призовава всички страни да се въздържат от всякакви действия, които допълнително ще усложнят положението на Корейския полуостров.
В Ню Йорк, китайският посланик в ООН нарича ракетните изпитания на Северна Корея „жалки“.